# Itch
Itch — другий мініальбом британського альтернативного рок-гурту Radiohead. Він вийшов 1 червня 1994 року в Японії і складається з акустичних та альтернативних версій і живих записів. Лише пісня «Faithless, the Wonder Boy» є оригінальною версією. Пізніше мініальбом увійшов до делюксового видання Pablo Honey.

## Трек-лист
Всі треки написані Radiohead.
| #     | Назва                          | Тривалість |
| ----- | ------------------------------ | ---------- |
| 1.    | «Stop Whispering (US version)» | 4:13       |
| 2.    | «Thinking About You»           | 2:18       |
| 3.    | «Faithless, the Wonder Boy»    | 4:10       |
| 4.    | «Banana Co.»                   | 2:27       |
| 5.    | «Killer Cars (live)»           | 2:17       |
| 6.    | «Vegetable (live)»             | 3:12       |
| 7.    | «You (live)»                   | 3:39       |
| 8.    | «Creep (acoustic)»             | 4:19       |
| 26:35 |                                |            |

## Персоналії
Radiohead
- Том Йорк
- Джонні Ґрінвуд
- Ед О'Браєн
- Колін Грінвуд
- Філ Селвей